# تبلبالة
تبلبالة، واحة وبلدية جزائرية تابعة لدائرة تبلبالة ولاية بني عباس.

## الجغرافيا

### الموقع
تقع في الجنوب الغربي الجزائري. يحدها كل من:
- شرقا: عرق فراج، مشروع هواري بومدين، إقلي، بني عباس، كرزاز وتيمودي
- غربا: ولاية تندوف
- شمالا: المملكة المغربية
- جنوبا: ولاية تندوف وولاية أدرار

### التضاريس
تبلبالة واحة في الصحراء الجزائرية على سفح السلسلة الجبلية عرق الراوي.

## المساحة والسكان
تبلغ مساحة تبلبالة بـ 60 560 كم2 أي بنسبة 37 بالمئة من إجمالي ولاية بشار، وعدد سكانها هو 5 121 نسمة (إحصاء 2008 ) بكثافة قدرها 0,1 نسمة/كم2.

## قرى البلدية
تتكون تبلبالة البلدية من الاحياء الآتية:
- تبلبالة مركز
- الشراية
- زاوية سيدي الزكري
- مخلوف
- الزرايب
- بوطبيقة
- حاسي الخارط
- حاسي البيضاء

## عهد الإحتلال الفرنسي
سنة 1905: بعد معركة النخيلة إبان الاحتلال الفرنسي للجزائر، أرسلت قوات الاحتلال النقيب ريقنولت للقيام بعملية استطلاعية بتبلبالة.
سنة 1908: النقيب مارتان يحل مكان ريقنولت، والذي قابله العداء من طرف الأهالي خصوصا لدى عرش آيت سفول الذي أدى به إلى قصف الشرايع.
سنة 1910: النقيب كليرمون قيرلوند قام السيطرة المباشرة على جهة محجز وتبلبالة. تم إنشاء مركز مراقبة عسكرية والإدارة الفرنسية على المنطقة تواصلت 15 سنة.

## اللهجة المحلية
العربية في تبلبالة[بحاجة لمصدر]. وهناك لهجة أخرى يتداولها سكان حي الشرايع والزاوية
تتواجد اللغة البلبالية، التي تتنتمي إلى لغات السنغاي والتي بدورها ضمن عائلة اللغات النيلية الصحراوية، وهي غريبة في أنها قد انعزلت في شمال أفريقيا في واحة تبلبالة جنوب ولاية بشار الجزائرية بمحاذاة الحدود الجزائرية المغربية. عدد المتكلمين بها هو في حدود 3300 شخص. لا توجد إلا في الجزائر وينطقها كذلك سكان قصر الخملية جنوب منطقة تافيلالت المغربية. معنى المصطلح كورنجي هو 'لغة القرية'. تأثرت الكورنجي باللغة العربية و اللغة الأمازيغية المحيطة، يعود وجودها في هذه المنطقة بالذات إلى استجلاب الفاتحين المغاربة في بلاد السودان لعدد من العبيد وتركهم في هذه الواحات وبقوا يتكلمون لغتهم إلى يومنا هذا.

## المناخ
تتميز تبلبالة بمناخ جاف، إذ يسود بها المناخ الصحراوي، والذي يتميز بالجفاف وقلة سقوط الأمطار، ودرجات حرارة عالية تتراوح بين 30° و45° مئوية في فصل الصيف، أما في فصل الشتاء فيكون الجو باردا، ويقل فيه هطول المطر في شهر أبريل مع إمكانية هطوله في شهور ديسمبر، يناير، ومارس، ويتراوح متوسط درجات الحرارة عندئذ بين 10° و25° مئوية. أما الرطوبة فهي منخفضة في معظم أوقات السنة، ومتوسط معدلها يصل إلى 22%، وترتفع في فترات سقوط الأمطار إلى 35%، وتنخفض في فصل الصيف لتصل إلى حوالي 14% فقط، وتهب على مدينة تبلبالة رياح جنوبية غربية وشمالية شرقية وتكون في الغالب حارة وجافة، ويبلغ متوسط سرعتها ما بين 5 و8 عُقد في الساعة.
| البيانات المناخية لـ{{{location}}} | البيانات المناخية لـ{{{location}}} | البيانات المناخية لـ{{{location}}} | البيانات المناخية لـ{{{location}}} | البيانات المناخية لـ{{{location}}} | البيانات المناخية لـ{{{location}}} | البيانات المناخية لـ{{{location}}} | البيانات المناخية لـ{{{location}}} | البيانات المناخية لـ{{{location}}} | البيانات المناخية لـ{{{location}}} | البيانات المناخية لـ{{{location}}} | البيانات المناخية لـ{{{location}}} | البيانات المناخية لـ{{{location}}} | البيانات المناخية لـ{{{location}}} |
| الشهر                              | يناير                              | فبراير                             | مارس                               | أبريل                              | مايو                               | يونيو                              | يوليو                              | أغسطس                              | سبتمبر                             | أكتوبر                             | نوفمبر                             | ديسمبر                             | المعدل السنوي                      |
| ---------------------------------- | ---------------------------------- | ---------------------------------- | ---------------------------------- | ---------------------------------- | ---------------------------------- | ---------------------------------- | ---------------------------------- | ---------------------------------- | ---------------------------------- | ---------------------------------- | ---------------------------------- | ---------------------------------- | ---------------------------------- |
| متوسط درجة الحرارة الكبرى °ف       | 82                                 | 86                                 | 95                                 | 100                                | 108                                | 111                                | 111                                | 111                                | 109                                | 102                                | 91                                 | 84                                 | 99                                 |
| متوسط درجة الحرارة الصغرى °ف       | 46                                 | 50                                 | 54                                 | 59                                 | 68                                 | 77                                 | 77                                 | 79                                 | 75                                 | 66                                 | 55                                 | 48                                 | 63                                 |
| الهطول إنش                         | 0.3                                | 0.0                                | 0.2                                | 0.2                                | 0.2                                | 0                                  | 0                                  | 0                                  | 0                                  | 0.0                                | 0.4                                | 0.2                                | 1.5                                |
| متوسط درجة الحرارة الكبرى °م       | 28                                 | 30                                 | 35                                 | 38                                 | 42                                 | 44                                 | 44                                 | 44                                 | 43                                 | 39                                 | 33                                 | 29                                 | 37                                 |
| متوسط درجة الحرارة الصغرى °م       | 8                                  | 10                                 | 12                                 | 15                                 | 20                                 | 25                                 | 25                                 | 26                                 | 24                                 | 19                                 | 13                                 | 9                                  | 17                                 |
| الهطول مم                          | 8                                  | 1                                  | 4                                  | 5                                  | 4                                  | 0                                  | 0                                  | 0                                  | 0                                  | 1                                  | 10                                 | 4                                  | 37                                 |
| المصدر:                            |                                    |                                    |                                    |                                    |                                    |                                    |                                    |                                    |                                    |                                    |                                    |                                    |                                    |

## المياه والزراعة
منسوب المياه الجوفية بها مرتفع نسبيا مما يجعل الزراعة المروية ممكنة. استعملت الفقارة تقليدياً بالواحة لكنها في انخفاض منذ مطلع القرن العشرين.